# Anne Grall
Anne Grall   () és una comediant i activista francesa i una de les fundadores del Greenwashing Comedy Club, un grup de còmics monologuistes que des de l'any 2020 tracta temes ambientals, el feminisme, la pobresa, la discapacitat i els drets LGBTQ+.
L'Anne, que anteriorment havia treballat en l'àmbit financer, creu que en una societat impulsada per l'entreteniment, es pot canviar la manera de pensar de les persones i influir en els seus hàbits a través de l'humor. Vol una escena inclusiva on tothom se senti bé i on no sempre rebin els mateixos, abordant diversos temes i transmetent missatges constructius.
El 2023, va ser inclosa a la llista de les 100 dones més influents de l'any per la BBC.